# Cristóbal Déniz Hernández
Cristóbal Déniz Hernández (ur. 15 czerwca 1969 w Valsequillo de Gran Canaria) – hiszpański duchowny katolicki, biskup pomocniczy Wysp Kanaryjskich od 2022.

## Życiorys

### Prezbiterat
Święcenia kapłańskie otrzymał 22 września 1996 i został prezbiterem diecezji Wysp Kanaryjskich. Pracował przede wszystkim jako kierownik sekretariatu ds. duszpasterstwa młodzieży oraz jako wykładowca diecezjalnego instytutu teologicznego. Był także wicerektorem seminarium oraz wikariuszem biskupim dla rejonu Las Palmas de Gran Canaria. W 2021 mianowany wikariuszem generalnym diecezji.

### Episkopat
16 lutego 2022 papież Franciszek mianował go biskupem pomocniczym Wysp Kanaryjskich, ze stolicą tytularną Aliezira. Sakry udzielił mu 26 marca 2022 biskup José Mazuelos Pérez.